# Татхэм-Уортер, Эллисон Дигби
Майор Эллисон Дигби Татхэм-Уортер (англ. Allison Digby Tatham-Warter; 21 мая 1917 — 21 марта 1993) — офицер британской армии, принимавший участие во Второй мировой войне. Знаменит тем, что во время боев носил шляпу-котелок вместо шлема и сумел вывести из строя немецкий броневик при помощи зонтика.

## Ранние годы
Дигби родился в 1917 году в деревне Атчем, графство Шропшир, Англия. Он был вторым сыном в семье Генри де Грея Татхэм-Уортера, крупного землевладельца, которому принадлежало несколько поместий на юго-западе Англии. Отец Дигби служил солдатом в Первую мировую войну, был отравлен газом в окопах и скончался, когда его сыну было 11 лет.
Дигби получил образование в Веллингтонском колледже в Беркшире. В 1935 году он был принят в Королевскую военную академию в Сандхерсте.

## Военная карьера

### Начало
Дигби уволился из академии в Сандхерсте 21 января 1937 года и после этого был зачислен вторым лейтенантом в список свободных от службы в Индийской армии с целью последующего вступления в индийскую армию из-за своих семейных связей. Он был прикомандирован ко 2-му батальону Оксфордширской и Бакингемширской легкой пехоты в Индии с 13 марта 1937 года, а затем переведен в этот полк 27 апреля 1938 года (так при этом и не вступив в индийскую армию), чтобы иметь возможность продолжать заниматься своими давними увлечениями — охотой на тигров и закалыванием свиней.

### Вторая мировая война
Когда началась Вторая мировая война, Дигби изначально не отправляли воевать в Европу. Его сестра Кит участвовала в кампании в Западной пустыне и была награждена французским боевым крестом во время службы в подразделении Хэдфилд-Спирс. Узнав о гибели своего брата Джона во Второй битве при Эль-Аламейне в конце 1942 года, Дигби записался добровольцем в воздушно-десантные войска и перевелся в парашютно-десантный полк. Затем он был назначен командиром роты 2-го парашютно-десантного батальона, входящего в состав 1-й парашютно-десантной бригады 1-й воздушно-десантной дивизии. Во время обучения он дислоцировался в Грантеме, графство Линкольншир. Его подвиги в охоте на тигров были хорошо известны, и его репутация укрепилась, когда он сумел получить в пользование американский самолёт «Дакота», на котором позже перевез всех офицеров компании в лагере в Лондон на вечеринку в отеле «Ритц».
Затем командир батальона подполковник Джон Даттон Фрост выбрал роту для командования 2-м парашютно-десантным батальоном в битве при Арнеме, в рамках операции «Маркет Гарден», из-за репутации Дигби как агрессивного командира. В ходе подготовки Дигби, обеспокоенный возможной ненадежностью радиоприемников, обучил своих солдат тому, как использовать горны, которые применялись ещё во время наполеоновских войн для связи в случае выхода из строя радиоприемников. Он также взял с собой зонтик в качестве средства идентификации, так как у него были проблемы с запоминанием паролей, и он полагал, что любой, кто увидит его с ним, подумает, что «только чертов дурак англичанин» будет носить зонтик в бой.
Рота была отброшена от цели — Арнемского моста, и ей пришлось пройти через Арнем, где улицы были перекрыты немецкими войсками. Дигби повел своих людей через задние дворы близлежащих домов вместо того, чтобы пытаться продвигаться по улицам, и таким образом избежал встречи с немцами. Дигби и его роте удалось преодолеть 8 миль за 7 часов, а также взять в плен 150 немецких солдат, включая членов СС.
Во время боя Дигби носил свой темно-бордовый берет вместо шлема и размахивал зонтиком, прогуливаясь по укреплениям, несмотря на сильный минометный огонь. Когда немцы начали использовать танки, чтобы пересечь мост, Дигби в шляпе-котелке возглавил штыковую атаку против них. Позже он успешно вывел из строя немецкий броневик своим зонтом: дезориентировал водителя автомобиля, просунув зонт в смотровую щель машины и ткнув водителя в глаз. Затем Дигби заметил, что капеллан был придавлен вражеским огнем, когда пытался перейти улицу, желая добраться до раненых солдат. Дигби подошел к нему и заявил: «Не беспокойся о пулях, у меня есть зонтик».
После этого он провел капеллана через улицу под своим зонтом. Когда он вернулся на передовую, один из его сослуживцев-офицеров сказал о его зонтике, что «эта штука не принесет тебе никакой пользы», на что Дигби отреагировал следующим образом: «Боже мой, Пэт, но что, если пойдет дождь?»
Позже Дигби был ранен осколком, который также разрезал ему брюки сзади, однако продолжал сражаться до тех пор, пока у роты не закончились боеприпасы. Несмотря на то, что рации оказались ненадежными, как и предсказывал Дигби, а горны чаще всего использовались в бою, сообщение «закончились боеприпасы, Боже, храни короля» было передано по радио до того, как Дигби попал в плен.
Из-за ранения Дигби был отправлен в больницу Святой Елизаветы, но выпрыгнул из окна вместе со своим заместителем капитаном Тони Фрэнком, когда немецкие медсестры оставили их одних. Создав компас для побега из пуговиц на его униформе, Дигби и Фрэнк направились в Мариендаль. По прибытии они были спрятаны голландкой, которая не владела английским, прежде чем её связали с соседкой. Он замаскировал их под художников и перевез в дом Дерка Уайлдбоера, бывшего местным лидером голландского сопротивления в Эде.
Затем они встретили Менно де Ноя из Голландского движения сопротивления, который подарил им велосипед. Уайлдбоер изготовил для Дигби поддельное голландское удостоверение личности, позволяющее ему выдавать себя за Питера Йенсена, глухонемого сына юриста.
Дигби воспользовался велосипедом, чтобы навестить скрывающихся однополчан, и немцы не узнали его, несмотря на то, что ранее он помогал выталкивать нацистскую штабную машину из канавы, а немецкие солдаты были расквартированы в том же доме, где он проживал. Затем Дигби собрал группу из 150 сбежавших солдат, планируя направиться к линии фронта. Это было известно как операция «Пегас». Дигби и солдаты отправились на велосипеде к Рейну, и Дигби своим фонариком высветил букву V, обозначающую победу, используя азбуку Морзе. Затем члены XXX корпуса переправили их через реку. По возвращении в Соединенное Королевство Дигби был награждён орденом «За выдающиеся заслуги» . Он также написал отчет о битве при Арнем-Бридж, в результате которой лейтенант Джек Грейберн посмертно получил звание капитана и был награждён крестом Виктории.

## После войны
После окончания войны Дигби служил в контролируемой британцами Подмандатной Палестине, прежде чем в 1946 году был назначен в 5-й королевский полк африканских стрелков в Британской Кении, где он также купил два поместья в городах Эбурру и Наньюки. Во время восстания Мау-Мау Дигби за свой счет собрал добровольческую конную полицию и повел её в бой против Мау-мау. Затем он ушел на пенсию, чтобы управлять своими поместьями. Он также создал концепцию современного сафари, где животных фотографируют, а не убивают. Он поддерживал расовое примирение и верил в то, что африканцы имеют право на самоуправление, и эта вера делала его в некотором роде исключением из европейского населения Кении. Татхэм-Уортер «откровенно симпатизировал» африканскому национализму и, в частности, опасениям представителей народа кикуйю по поводу землевладения. Сообщается, что во время обретения Кенией независимости британский штаб обороны приказал британскому верховному комиссару «присмотреть за Татхэм-Уортером».

## Личная жизнь
Татхэм-Уортер женился в 1949 году на Джейн Бойд, дочери капитана Дж. Родерика Бултил Бойда (фермер в Наньюки, Кения) и внучке Артура Джорджа Эгертона, 5-го графа Уилтона. В их семье было три дочери и несколько внуков. Их дочь Белинда Роуз Татхэм-Уортер (род. в 1954 году) вышла замуж в Наньюки за немецкого аристократа герцога Фридриха фон Ольденбурга, правнука Фридриха Августа II, последнего правящего великого герцога Ольденбургского. Дигби умер в возрасте 75 лет в Наньюки 21 марта 1993 года.

## В популярной культуре
Татхэм-Уортер стал прототипом для персонажа майора Гарри Карлайла, который также шел в бой с зонтиком, в фильме 1977 года «Мост слишком далеко». Эту роль исполнил актёр Кристофер Гуд. Хотя Татхэм-Уортер прошёл всю войну, по сюжету фильма Карлайл погибал в битве при Арнеме.